# Chicken Shack
Chicken Shack je britská bluesová hudební skupina, založená koncem 60. let. Skupina hrála ve složení Christine Perfect (zpěv a klávesy), Stan Webb (kytara a zpěv), Andy Sylvester (basová kytara) a Alan Morley (bicí).

## Kariéra
Skupina byla založena v roce 1967 a pojmenována podle kuřecích budek v Kidderminsteru, kde v té době zkoušeli; chicken shacks (kuřecí restaurace) byly od té doby často zmiňovány v bluesových a rhythm and bluesových písních, jako třeba v Amos Milburnově hitu "Chicken Shack Boogie". Jejich prvním větším koncertním vystoupením bylo vystoupení v roce 1967 na National Blues and Jazz Festival ve Windsoru a v tomtéž roce podepsali smlouvu s vydavatelstvím Blue Horizon.
Chicken Shack zažili slušný komerční úspěch v době, kdy se Christine Perfect, podle volby čtenářů hudebního periodika Melody Maker, stala dvakrát po sobě zpěvačkou roku.
Christine Perfect opustila skupinu v roce 1969, kdy se vdala za Johna McVie z Fleetwood Mac. Pianista Paul Raymond, baskytarista Andy Sylvester a bubeník Dave Bidwell se v roce 1971 stali členy skupiny Savoy Brown. Webb se k Savoy Brown připojil v polovině 70. let a nahrál s nimi album Boogie Brothers.
Ačkoliv se Chicken Shack několikrát pokusili o návrat, nikdy nebyli tak úspěšní jako na začátku kariéry. Skupina působí na hudební scéně dál, jejím jediným stálým členem je Webb.

## Obsazení

### Členové
Současní členové
- Stan Webb – kytara, zpěv(1965–1974, od roku 1976)
- Gary Davies – kytara (od roku 1988)
- Jim Rudge – baskytara (od roku 1998)

Dřívější členové
- Andy Silvester – baskytara (1965–1971)
- Alan Morley – bicí (1965–1968)
- Christine Perfect – klávesy, zpěv (1968–1969)
- Al Sykes – bicí (1968)
- Hughie Flint – bicí (1968)
- Dave Bidwell – bicí (1968–1971)
- Paul Raymond – klávesy (1969–1971)
- John Glascock – baskytara (1971–1972; zemřel 1979)
- Pip Pyle – bicí (1971; zemřel 2006)
- Paul Hancox – bicí (1971–1972)
- Bob Daisley – baskytara (1972, 1979–1980)
- David Wilkinson – klávesy (1972–1974, 1986–1993)
- Rob Hull – baskytara (1972–1974)
- Alan Powell – bicí (1972–1974)
- Dave Winthrop – saxofon(1976–1979, 1986–1987, 2008–2012)
- Robbie Blunt – kytara (1976–1979)
- Ed Spivock – bicí (1976–1979)
- Paul Martinez – baskytara (1976–1978)
- Steve York – baskytara (1978–1979)
- Paul Butler – kytara (1979–1981)
- Keef Hartley – bicí (1979–1980; zemřel 2011)
- Ric Lee – bicí (1980–1981)
- Alan Scott – baskytara (1980)
- Andy Pyle – baskytara (1980–1986)
- Tony Ashton – klávesy (1981; zemřel 2001)
- Miller Anderson – kytara (1981–1986)
- Russ Alder – bicí (1981–1983)
- John Gunzell – bicí (1983–1987)
- Roger Saunders – kytara (1983–1986)
- Andy Scott – baskytara (1983–1986)
- Jan Connolly – baskytara (1986–1987)
- Bev Smith – bicí (1987–2002)
- Wayne Terry – baskytara (1987)
- David Wintour – baskytara (1987–1991)
- James Morgan – baskytara (1991–1998)
- Mick Jones – bicí (2002–2010)
- Chris Williams – bicí (2010–2012)
- Romek Parol – bicí (2012–2013)

## Diskografie

### Alba
- 40 Blue Fingers, Freshly Packed And Ready To Serve (1968), Blue Horizon
- O.K. Ken (1969), Blue Horizon
- 100 Ton Chicken (1969), Blue Horizon
- Accept (1970), Blue Horizon
- Imagination Lady (1972), Deram
- Unlucky Boy (1973), Deram
- Goodbye Chicken Shack (Live) (1974), Deram
- Double (1977), Deram
- Stan The Man (1977), Nova
- That's The Way We Were (1978), Shark
- The Creeper (1978), WEA
- Chicken Shack (1979), Gull
- In The Can (1980), Epic Records
- Roadies Concerto (Live) (1981), RCA Records
- Simply Live (Live) (1989), SPV
- On Air (BBC sessions) (1998), Strange Fruit Records
- Still Live After All These Years (2004) Mystic

### Singly
- "I'd Rather Go Blind" (1969), Blue Horizon - # 14.
- "Tears In The Wind" (1969), Blue Horizon - # 29.